# Civitella Cesi
Civitella Cesi è l'unica frazione del comune di Blera in provincia di Viterbo, nel Lazio.

## Descrizione
È raggiungibile tramite una sola stretta e tortuosa strada asfaltata che si diparte dalla SP42 di Barbarano Romano o, in alternativa, da una lunga sterrata che si stacca dalla SP3a nei pressi dell'antico castello di Rota - Comune di Tolfa in provincia di Roma.
Il territorio di Civitella Cesi è attraversato dal fiume Mignone.
Da oltre 25 anni, dall'11 al 14 Agosto ha luogo la "Sagra delle fettuccine al tartufo", che richiama centinaia di buongustai disposti a fare una fila di oltre un'ora, in un caratteristico stretto viottolo scavato nel tufo, per gustare il tartufo e le carni alla brace prodotte nel territorio circostante dell'Università Agraria di Civitella Cesi.
Fino al 1961 era attiva la stazione di Civitella Cesi, in realtà molto distante dal paese, situata lungo la ferrovia Civitavecchia-Capranica-Orte. La ferrovia fu interrotta per via di una frana e la tratta Civitavecchia-Capranica fu dismessa nel 2011. La stazione ferroviaria attiva più vicina è Vetralla (17 km) sulla linea FL3 Roma-Capranica-Viterbo.

## Storia
A meno di 3 chilometri dell'antico borgo si trovano i resti dell'insediamento etrusco di San Giovenale. Sulla base delle numerose tombe etrusche emerse nei dintorni del paese si potrebbe ipotizzare la presenza di un abitato etrusco grosso modo nello stesso luogo del paese attuale ma non esistono o non sono mai state riscontrare prove al riguardo. Risultano testimonianze storiche del borgo di Civitella sin dal 1256.
In assenza di testimonianze storiche certe si presume che l'abitato (affiancato da un altro borgo situato a circa due chilometri di distanza sul Monte Monastero) si sia progressivamente spopolato (così come il castello appena citato di Monte Monastero) nel corso dei secoli pur mantenendo la struttura del borgo. Nei secoli fu feudo di diverse famiglie nobili romane fino a quando nei primi anni del XIX secolo Giovanni Torlonia fu creato da papa Pio VII principe di Civitella Cesi (per ricompensarlo, assieme ad altri titoli nobiliari, dei prestiti effettuati a numerose famiglie patrizie romane nonché allo stesso Pontefice) così che si pose il problema di sfruttare maggiormente il feudo. Si trasferirono a Civitella alcune famiglie dalle Marche e dall'Umbria nonché dalla vicina Blera. Furono cedute loro alcune abitazioni del borgo, un piccolissimo appezzamento di terreno e lavoro da braccianti con l'incarico di dissodare progressivamente i terreni del feudo. 
L'arrivo di famiglie dalle Marche e dall'Umbria sembra spiegare il dialetto parlato nel paese, molto diverso da quello parlato a Blera così come alcuni piatti e dolci di derivazione umbro marchigiana sia pure con gli aggiustamenti dettati dalla disponibilità di ingredienti. Uno su tutti la "Rocciata", una volta preparata solo per il Natale e poche altre occasioni importanti. Nel secondo dopoguerra con la riforma agraria e l'esproprio di una parte dei terreni dei Torlonia, con l'assegnazione di questi ultimi agli abitanti, il paese conobbe un certo sviluppo. I braccianti diventarono contadini e allevatori. Sul finire degli anni settanta un'ulteriore cambiamento fu determinato dal progressivo abbandono delle attività agricole (assai poco redditizie stante la povertà del territorio e la scarsità di precipitazioni), dalla emigrazione verso Roma e dalla ricerca di impieghi di altro genere, in particolare nell'edilizia. Oggi resta pochissimo dell'attività contadina, c'è una forte presenza di allevatori di origine sarda e pochi capi di bestiame da carne. Buona è la produzione di olio di oliva di ottima qualità mentre limitata è la produzione di vino, quasi esclusivamente per consumo famigliare. Tuttavia nel corso degli ultimi anni alcuni giovani agricoltori si stanno impegnando per produrre vini di qualità superiore che possano progressivamente trovare uno sbocco sul mercato.